# Aris Servetalis
Aris Servetalis (en griego: Άρης Σερβετάλης) es un actor griego. Fue protagonista de Kinetta, primera película que dirigió en solitario Giórgos Lánthimos, lanzada en 2005.

## Biografía
Fue nominado al Premio de la Academia de Cine Helénica al Mejor Actor Protagónico por la película L.  Ha ganado un premio de televisión por la serie de televisión Eisai to Tairi mou . 

## Filmografía
| Año  | Título                 | Papel                   | Notas                  |
| ---- | ---------------------- | ----------------------- | ---------------------- |
| 2021 | Hombre de Dios         | Nectario de Egina       |                        |
| 2020 | Fruto de la memoria    |                         |                        |
| 2018 | El Camarero            | Renos                   |                        |
| 2012 | Arundel                |                         | Cortometraje           |
| 2012 | L                      | Hombre                  |                        |
| 2011 | Alps                   | Conductor de ambulancia |                        |
| 2008 | Delitos Menores        | Leónidas                |                        |
| 2007 | S1ngles                | Fotis Lagoudakis        | Serie de televisión    |
| 2008 | Amor descendente       |                         | Cortometraje           |
| 2008 | Ella Eida...           | Leonidas                | Serie de televisión    |
| 2006 | Open Season            | Boog.                   | Voz, Doblaje en griego |
| 2006 | Astérix y los vikingos | Justforkix              | Voz, Doblaje en griego |
| 2005 | Kinetta                |                         |                        |
| 2005 | El Sueño de un Perro   |                         |                        |
| 2004 | 7 Suegras mortales     | Miltos                  | Serie de televisión    |
| 2003 | Kleise ta matia        | Stefanos                | Serie de televisión    |
| 2002 | Vamos por un Ouzo      |                         |                        |
| 2001 | You are my other half  | Lázaro                  | Serie de televisión    |